# Stictolecanium ornatum
Stictolecanium ornatum är en insektsart som först beskrevs av Hempel 1900.  Stictolecanium ornatum ingår i släktet Stictolecanium och familjen skålsköldlöss. Inga underarter finns listade i Catalogue of Life.